# Hustler Video
Hustler Video est un studio de cinéma pornographique américain. Il appartient à Larry Flynt et fait partie de sa gamme d'entreprises de marque Hustler, qui comprend Hustler magazine, Hustler, Hustler Casino et les points de vente Hustler Hollywood.  
Hustler Video est connu pour ses parodies de films grand public et de célébrités, comme Paris Hilton, David Hasselhoff ou Lindsay Lohan, et des émissions de télévision comme "Happy Days", "Star Trek" et "Glee". Les studios ont notamment produit le film, Who's Nailin' Paylin?, sorti le 4 novembre 2008 avec en vedette Lisa Ann.

## Récompenses
Voici une sélection de certains des principaux prix de pornographie remportés par le studio :
- 2002 AVN Award - «Meilleur DVD tout sexe» pour Porno Vision
- 2002 AVN Award - «Meilleur film tout sexe» pour Porno Vision
- 2002 AVN Award - "Sortie la plus vendue de l'année" pour Doggystyle de Snoop Dogg
- 2003 AVN Award - «Meilleure sortie à thème ethnique» pour Liquid City
- 2003 AVN Award - 'Meilleure direction artistique - Film' - Kris Kramski pour l' Amérique XXX
- 2003 AVN Award - «Meilleure série de vignettes pour Barely Legal
- 2004 AVN Award - «Meilleure série de vignettes pour Barely Legal
- 2004 AVN Award - «Sortie la plus vendue de l'année» pour Hustlaz de Snoop Dogg: Journal d'un proxénète
- 2004 AVN Award - «Meilleure sortie à thème ethnique - Noir» pour Hustlaz de Snoop Dogg: Journal d'un proxénète
- 2005 AVN Award - «Meilleure sortie amateur» pour Adventure Sex
- 2005 AVN Award - «Meilleure sortie tout sexe» pour Stuntgirl
- 2006 AVN Award - «Meilleure version tout sexe» pour Squealer
- 2007 AVN Award - «Meilleure série Pro-Am ou amateur» pour Beaver Hunt
- 2008 AVN Award - 'Meilleur DVD interactif ' pour InTERActive
- 2008 AVN Award - 'Meilleure série de vignettes pour les écolières à peine légales
- 2009 AVN Award - «Meilleure série spécialisée - Autre genre» pour Taboo
- 2009 AVN Award - «Titre intelligent de l'année» pour Strollin in the Colon
- 2010 XBIZ Award - 'Parodie de l'année' pour Not the Bradys XXX: Marcia
- Prix XBIZ 2011 - «Meilleure direction artistique» pour This Ain't Avatar XXX 3D [3]
- Prix XBIZ 2011 - «Campagne marketing de l'année» pour This Ain't Avatar XXX
- 2012 XBIZ Award - «Studio de parodie de l'année» [4]
- Nommé aux XBIZ Award 2013 - «Studio de l'année», «Sortie parodique de l'année-Comédie» pour This Ain't Nurse Jackie XXX ; Les nominations supplémentaires incluent: «Sortie de vignette de l'année» pour Barely Legal 124 et «Série de vignettes de l'année» pour Barely Legal et «Série de filles de l'année» pour ma première expérience lesbienne
- 2014 AVN Award - Meilleure chaîne de vente au détail - Grande
- Prix XBIZ 2014 - «Sortie de vignette de l'année» pour le lave-auto Busty Beauties [5]

## Problèmes juridiques
En 2011, Hustler Video a été condamné à une amende de 14 175 $ pour trois plaintes distinctes: le défaut de fournir des dispositifs de protection aux travailleurs, le non-respect des politiques de santé appropriées et le défaut de vaccins aux travailleurs.